# Yomiuri Shimbun Building
Lo Yomiuri Shimbun Building (読売新聞ビル?)  è un grattacielo situato a Tokyo, in Giappone.

## Caratteristiche
La costruzione della torre, alta 200 metri e con 33 piani, è stata completata nel 2013. L'edificio ospita il quartier generale di Tokyo dello Yomiuri Shimbun, un quotidiano che fa parte del gruppo Yomiuri, il più grande conglomerato mediatico giapponese. L'edificio perciò è anche conosciuto come Yomiuri Newspaper Tokyo Head Office Building (読売新聞東京本社ビル?).